# Chamberet
 Chamberet  (en occitano Chambarèt) es una comuna  y población de Francia, en la región de Lemosín, departamento de Corrèze, en el distrito de Tulle y cantón de Treignac.
Su población en el censo de 2008 era de 1319 habitantes.
Está integrada en la Communauté de communes de Vézère Monédières .

## Demografía
| 1153 | 1413 | 1415 | 1470 | 1376 | 1304 | 1319 |
| Para los censos de 1962 a 1999 la población legal corresponde a la población sin duplicidades (Fuente: INSEE [Consultar]) |      |      |      |      |      |      |

## Lugares
- Arboretum de Chamberet